# ديفيد رودس
ديفيد رودس (20 يونيو 1847 - 22 ديسمبر 1937) (بالإنجليزية: David Rhodes)‏ هو لاعب كريكت نيوزلندي.

## وصلات خارجية
- ديفيد رودس على موقع إي آس بي آن كريك إنفو (الإنجليزية)